# Расселл, Джон (генерал)
Джон Генри Рассел-младший (англ. John H. Russell Jr.; 14 ноября 1872 — 6 марта 1947) — генерал-майор, 16-й комендант корпуса морской пехоты США, отец Брук Астор — писательницы и филантропа.

## Биография
Родился 14 ноября 1872 на военно-морской базе Мар-Айленд (штат Калифорния) в семье вице-адмирала Джона Генри Расселла (1827—1897). В мае 1888 года был зачислен в военно-морскую академию США по приказу президента США Гровера Кливленда. Закончил в 1892 году, после чего провёл два года в море. Сдал итоговые экзамены и 1 июля 1894 года был переведён в корпус морской пехоты.
После назначения в корпус поступил в школу применения (ныне школа кандидатов в офицеры), закончив её в 1895 году. Рассел остался в школе ещё на год, вёл класс для унтер-офицеров.
В 1896 году был зачислен в команду броненосца «Массачусетс» Северо-атлантической эскадры и служил на нём до окончания американо-испанской войны. Капитан корабля направил письмо министру ВМС, где с благосклонностью отметил поведение и исполнение долга в бою Расселлом и рекомендовал военно-морское министерство признать это.
В дальнейшем Расселл служил на Гуаме. После возвращения в США он был поставлен во главе школы применения офицеров в казармах морской пехоты в Вашингтоне. После службы в школе и на нескольких верфях он был назначен командиром подразделения морской пехоты на броненосце «Орегон», где прослужил с сентября 1902 по март 1904 года. Затем он командовал школой для молодых офицеров в казармах морской пехоты в Аннаполисе (штат Мэриленд). В 1906 году он был переведён в казармы морской пехоты на военно-морской базе в Гонолулу (Гавайи). Затем он получил назначение в Кэмп-Эллиот (зона Панамского канала), на этой базе он возглавил морских пехотинцев.
В сентябре 1908 года Расселл стал офицером штаба военно-морского колледжа в Ньюпорте (штат Род-Айленд) и оставался там до 1910 года, во время его службы в штабе вступил в силу «метод применения».
С 14 ноября 1910 по 30 апреля 1913 он командовал подразделением морской пехоты в американской миссии в Пекине (Китай). В этот период Китай прошёл путь от империи к республике, при этом происходили беспорядки, как в самом городе, так и за его пределами, что особенно осложняло службу.
По возвращении в США Расселл получил назначение в управлении по военно-морской разведке министерства ВМС, где прослужил до 1917 года за исключением периода с 30 апреля по 5 декабря 1914 года, когда он командовал 2-м батальоном 3-го полка морской пехоты в Веракрусе (Мексика), который в это время был приписан к армии.
В начале марта 1917 Рассел принял командование над третьим полком штаб которого находился в Санто-Доминго (Доминиканская республика) и через некоторое время был отправлен в четвёртый полк, приняв над ним командование. Штаб полка располагался в Сантьяго-де-лос-Кабальерос, где прослужил до октября 1917, а потом был отправлен на Гаити, где возглавлял бригаду морской пехоты, пребывающую в этой стране. Расселл прослужил там до 7 декабря 1917-го.
Расселл постоянно посылал просьбы о переводе в части, находящиеся во Франции во время Первой мировой войны и в итоге прошения были удовлетворены, но задержка с прибытием известия на Гаити задержало его перевод из Порт-о-Пренса, и к этому времени было подписано перемирие.
Прибыв в Вашингтон, Рассел получил назначение в отдел планирования в главном штабе морской пехоты и прослужил там до сентября 1919 года, пока снова не отправился на Гаити, где возглавил 1-ю бригаду морской пехоты, прослужив там до февраля 1922 года, после единогласного решения сенатского комитета, расследовавшего положение на Гаити, был рекомендован на пост высокого комиссара на Гаити в ранге чрезвычайного посла. На этом посту генерал-майор Расселл прослужил до ноября 1930 года и заслужил отличие.
По возвращении в США Рассел стал командиром базы корпуса в Сан-Диего (штат Калифорния), а затем в декабре 1931 возглавил базу морской пехоты в Куантико (штат Виргиния). В феврале 1933 года он стал заместителем коменданта корпуса, а 1 марта 1934 года был назначен на пост коменданта и оставался на посту до своей отставки 1 декабря 1936 года. Считается, что авеню Расселла на западном конце площади для парадов Сан-Диего была названа в его честь.
В ходе пребывания генерала-майора Расселла на посту коменданта корпуса старая система продвижения офицеров по службе согласно старшинству была изменена на продвижение по выбору. Первая бригада морской пехоты была выведена с Гаити. Силы морской пехоты флота получили новое значение. Было уделено большее внимание резервам. Число кораблей с подразделениями морских пехотинцев на борту продолжало расти.
Генерал-майор Расселл продолжил активную службу после отставки в качестве военного журналиста.
Во время службы в казармах морской пехоты Рассел 12 июня 1901 женился на Сесиль Горнби Говард (1879—1967). У них была единственная дочь Роберта Брук Расселл (1902—2007) в 1919—1930 состоявшая в браке с политиком Джоном Драйденом Кузером. После развода Брук в 1932 вышла замуж за Чарльза Генри Маршалла. После смерти Маршалла в 1952 Брук в 1953 вышла замуж за Уильяма Винсента Астора (умер в 1959). У неё был сын Энтони Драйден «Тони» Кузер (1924—2014) и два внука — Александр Р. Маршалл и Филипп Крайан Маршалл (оба родились 14 мая 1953).
Рассел умер в г. Коронадо (штат Калифорния) и был похоронен на Арлингтонском национальном кладбище.

### Продвижение по службе
- второй лейтенант 1 июля 1894
- первый лейтенант, 10 августа 1898
- капитан, 3 марта 1899
- майор, 6 июня 1906
- подполковник, 29 августа 1916
- полковник, 26 марта 1917
- бригадный генерал, 1 января 1922
- генерал-майор, 1 сентября 1933
- комендант КМП, 1 марта 1934.

## Награды и знаки признания
Расселл получил следующие награды. Кроме этого в течение карьеры он получал многочисленные похвальные письма. В его честь и в честь его отца был назван эсминец USS Russell (DDG-59): 
|                            |  |  |
|                            |  |  |
| Бронзовая звезда за службу |  |  |

| Военно-морской крест                                         | Медаль «За выдающуюся службу» | Sampson Medal              |
| Экспедиционная медаль Корпуса морской пехоты США             | Spanish Campaign Medal        | Mexican Service Medal      |
| Медаль Победы в Первой мировой войне с пряжкой "West Indies" | Haitian Campaign Medal        | Médaille militaire (Гаити) |